# Radicaal 73
Radicaal 73 is een van de 34 van de 214 Kangxi-radicalen dat bestaat uit vier strepen.
In het Kangxi-woordenboek zijn er 37 karakters die dit radicaal gebruiken.

## Karakters met het radicaal 73
| Strepen | Karakter       |
| ------- | -------------- |
| + 0     | 曰             |
| + 1     | 曱             |
| + 2     | 曲 曳          |
| + 3     | 更 曵          |
| + 4     | 曶             |
| + 5     | 曷             |
| + 6     | 書 曺          |
| + 7     | 曹 曻 曼 曽    |
| + 8     | 曾 替 最 朁 朂 |
| + 9     | 會             |
| + 10    | 朄 朅          |
| + 12    | 朆             |
| + 17    | 朇             |

Orakelbotkarakter
Bronskarakter
Groot zegelkarakter
Klein zegelkarakter